# Okupas (serie de televisión)
Okupas es una miniserie de televisión argentina de género dramático escrita y dirigida por Bruno Stagnaro, producida por Ideas del sur y transmitida originalmente el 18 de octubre hasta el 27 de diciembre de 2000 por Canal 7. Desde el 20 de julio de 2021, se encuentra disponible en la plataforma de Netflix, para lo cual fue remasterizada en alta definición y se le agregó una nueva banda sonora, debido a problemas de derechos de autor.
Se trata de un relato urbano que refleja en su historia la decadencia social y económica durante la crisis económica argentina de finales de los años noventa. Realizada bajo la dirección de Bruno Stagnaro, Okupas cuenta la historia de Ricardo (Rodrigo de la Serna), un chico de clase media, y tres amigos casuales, "Pollo" (Diego Alonso Gómez), Walter (Ariel Staltari) y el "Chiqui" (Franco Tirri), que tienen como punto en común una vieja casona venida a menos. Allí se refugian y viven las más variadas aventuras, desde el contacto con las drogas y la delincuencia, hasta la lealtad y el amor por los amigos.
Durante el 2001, Okupas ganó tres de los cuatro premios Martín Fierro a los que estaba nominado, las estatuillas a Mejor Unitario y/o Miniserie, a Mejor Director y Revelación por Diego Alonso Gómez. La serie fue un éxito desde el punto de vista del público y de la crítica.
En 2021, tras el 20 aniversario de la serie, Netflix adquirió los derechos y la publicó a nivel mundial. La banda sonora debió ser modificada por motivos de derechos de autor (principalmente de artistas internacionales). Se añadieron 30 nuevas canciones que Stagnaro encomendó a Santiago Motorizado, cantante de Él Mató a un Policía Motorizado y fan de la serie. Sin embargo, se mantuvo gran parte de la música original, incluyendo todas las de artistas argentinos.

## Historia
Ricardo, un frustrado estudiante de medicina de 24 años y de clase media, recibe, por parte de su prima, que trabaja para una empresa inmobiliaria, una invitación para alojarse en una casa antigua del barrio porteño de San Nicolás, donde acababan de desalojar a algunas familias que vivían en calidad de "okupas". Sin prestar mucha atención a la situación, el protagonista va hacia la casa y decide alojarse. Para tener compañía, llama al "Pollo", un amigo de clase baja al que hace tiempo que no ve, y que en ese momento se dedica a ajustar cuentas y cobrar deudas. Las escenas son filmadas en la zona de las calles Bartolomé Mitre y Talcahuano, cerca del pasaje Rivarola, aunque para las escenas donde se ve la fachada de la casa ocupada se eligió una propiedad ubicada en el pasaje del Carmen.
En el transcurso del primer episodio se van presentando los personajes, al punto que la casa termina en manos de Ricardo, el "Pollo", Walter y el "Chiqui". La historia se centra en la vida de estos cuatro jóvenes en una Buenos Aires decadente y con una violencia creciente. Las drogas, la delincuencia y demás cuestiones lúmpenes invaden la vida de los personajes, que van desarrollando una profunda amistad.
La historia se desarrolla en el año 2000 en un barrio céntrico pero decadente de la ciudad de Buenos Aires. La situación de Ricardo es la de muchos jóvenes en esa etapa, que se encontraban ante la ausencia de futuro. La miniserie no sólo constituye una obra de arte desde lo estético y las actuaciones, sino que además es una lectura brillante de una sociedad en formación que estaba a pocos meses de estallar. Desde el punto de vista artístico la serie destaca un costumbrismo muy bien logrado. Desde las tomas en el "Docke", o en las calles porteñas o tigrenses, quilmeñas, etcétera.

## Personajes
- Ricardo Riganti (Rodrigo de la Serna): es un joven universitario de clase media-alta, que ha abandonado la carrera universitaria de Medicina y al comienzo de la serie está viviendo en la casa de su abuela, sin trabajar ni estudiar. Su prima Clara, que trabaja en una inmobiliaria, le ofrece un techo a cambio de proteger una casa que está en trámites de sucesión y acaba de ser desalojada. Durante la miniserie, Ricardo comienza un espiral hacia la vagancia y la vida en la calle, aprendiendo primero los códigos «okupas» y luego los del robo y el manejo de armas.
- Sergio "El Pollo" (Diego Alonso): es un viejo amigo de la escuela primaria de Ricardo, del cual se desconoce exactamente el origen de su vínculo, ya que pertenece a una clase social mucho más humilde y marginal. Al comienzo de la historia comparte un departamento alquilado con varios amigos. Proviene del mundo de la delincuencia, y su compañero y socio es el Negro Pablo. El Pollo introduce a Ricardo en el mundo okupa y va enseñándole los códigos para manejarse en su nueva vida.
- Walter (Ariel Staltari): es un paseador de perros rolinga (por ende fanático de The Rolling Stones) y amante de los animales. Aunque suele ser fanfarrón y provocador, es también un vago que disfruta no haciendo nada y se agota fácilmente cuando se le exige trabajar. Adopta a un perro al que llama Severino (por el anarquista Severino Di Giovanni).
- "El Chiqui" (Franco Tirri): es un bonachón de personalidad inmadura, inocente y algo perdido. Amigo del Pollo, aparece en la historia viviendo en la calle, al pedirle monedas a Ricardo en varias oportunidades. Cultiva marihuana en la casa tomada y suele tomarse los problemas con más calma que sus amigos, siempre buscando la parte buena de los hechos y rara vez enojándose. Su apodo "Chiqui" viene de que antes trabajaba en un local de comidas llamado "El Chiquilín".
- "El Negro" Pablo (Dante Mastropierro): es un lumpen, okupa, dealer y criminal, socio y amigo conflictivo del Pollo. Al comienzo de la serie comparte un departamento con él en las torres de Dock Sud, pero tienen una pelea por la falta de códigos del Negro, que ha estado ingresando demasiados amigos nuevos a la casa. Violento, provocador y vengativo, se ensaña con Ricardo luego de quedarse resentido con el Pollo, y el conflicto con el protagonista termina volviéndose central en la trama.
- Miguel (Jorge Sesán) surge en la mitad de la historia, cuando aparece súbitamente en la casa de Ricardo. Dice haber sido anterior inquilino de la propiedad, y lo demuestra descubriendo un arsenal que escondía en su vieja habitación. Más atrevido y violento que el Pollo, termina imponiéndosele como amigo de Ricardo y ganando poder en la casa, primero a base de violencia y amenazas, y luego ganándose a Ricardo. A diferencia del Pollo, que pretende mantener a Ricardo fuera del mundo delictivo, Miguel le enseña a manejar armas de fuego y a asaltar, y lo introduce en los códigos de la delincuencia.
- Clara Alvarado (Ana Celentano): es la prima de Ricardo y propietaria legal de la casa ocupada, en ese momento en trámites de sucesión. Impone a Ricardo una serie de “mandamientos” para dejarle instalarse en su propiedad, pero rápidamente es desbordada por la situación. Es licenciada en marketing y está de novia, y a pesar de ello comienza un romance con el Pollo, manteniendo una doble vida. Aunque inicialmente impone sus reglas a Ricardo, poco a poco pierde poder, y termina confrontando legalmente con él.
- Peralta (Augusto Britez): es el vecino paraguayo de Ricardo y sus amigos, y vive de la construcción y de diversas “changas” para mantenerse con lo justo. Es entrador y simpático, evitando a toda costa la confrontación y la agresión, haciendo uso constante de la ironía y el humor ácido. Al comienzo de la serie, su relación con el grupo de Ricardo es mala, ya que él pretende apropiarse de la casa ocupada. Pero luego de ser amenazado por el Pollo cede y pasa a buscar un mejor vínculo con el grupoprotagonista.
- "El Mulo" (Sergio Podeley): es uno de los jóvenes que Pablo introdujo en el departamento de Dock Sud sin consultar al Pollo. Aunque se desconoce su nombre real, se lo muestra como un joven ansioso por ganarse la confianza de todos, impulsivo e irreflexivo, de tal forma que se gana la antipatía del Pollo
- Sofía (Rosina Soto): es la hija de Peralta. Está terminando sus estudios secundarios tardíos, tiene un hijo pequeño llamado Ezequiel y es vecina de Ricardo, quien se siente atraído rápidamente por ella. Aunque viven un romance, ella eventualmente confronta a Ricardo por la diferencia de clases y de horizontes que existe entre ambos, ya que Sofía cree en el mejoramiento personal y profesional mediante el aprendizaje mientras que Ricardo, por su parte, cree que el estudio no sirve de nada.
- Fletero (Claudio Rissi): es a quien Ricardo pide ayuda. El mismo ayuda a Ricardo a vengarse del Negro Pablo por lo sucedido en el docke

## Episodios
| N.º en serie | Título                   | Dirigido por   | Escrito por    | Fecha de lanzamiento original |
| --- | ------------------------ | -------------- | -------------- | ----------------------------- |
| 1 | «Los cinco mandamientos» | Bruno Stagnaro | Bruno Stagnaro | 18 de octubre de 2000         |
| El capítulo comienza con el desalojo de una casa tomada en una dirección ficticia del Pasaje del Carmen, en el barrio de Congreso en la ciudad de Buenos Aires. Clara, su dueña, le ofrece a su primo Ricardo que se instale en ella, con el fin de evitar que sea tomada nuevamente, pero le exige que cumpla con cinco mandamientos: 1. No quilombo. 2. No drogas. 3. No música fuerte. 4. Chicas con discreción. 5. No meter a nadie en la casa. Ricardo se instala en la casa y sale a reconocer su nuevo barrio, sus vecinos y los comercios. Se alarma al escuchar martillazos en la pared medianera de la casa e intenta encontrar a los responsables. En la Plaza Congreso conoce a un paseador de perros (Walter) y le ofrece unos pesos para que lo ayude a lidiar con los vecinos de la medianera. Juntos intentan asustarlos con los ladridos de los perros pero el plan fracasa y se abre un agujero en la pared por el que se escuchan las amenazas de los vecinos. En ese momento llega un amigo de Ricardo, el "Pollo", acompañado por otro hombre de nombre "Chiqui". Se desata una pelea con los vecinos que habían ingresado desde la casa de al lado que termina cuando el "Pollo" los amenaza con un arma. |                          |                |                |                               |
| 2 | «Bienvenidos al tren»    | Bruno Stagnaro | Bruno Stagnaro | 25 de octubre de 2000         |
| Peralta y sus compañeros abandonan la casa y tapan el agujero, con la promesa de arreglarlo al día siguiente, amenazados por el "Pollo", quien acepta la invitación de Ricardo para vivir con él y cuidar la casa. Ya instalados los cinco en la casa (Ricardo, Walter, Pollo, Chiqui y Severino, su perro), Ricardo confiesa que quiere probar la cocaína. Le pide al Pollo que lo ayude a conseguir, pero éste se niega. Finalmente le pide a Walter y ambos le anuncian al Pollo que van a ir a "pegar". El Chiqui consigue que el Pollo los acompañe cuando al preguntarle, contesta "Si hay merca, yo estoy". Los cuatro se dirigen a la estación Constitución para tomar el tren a Quilmes. Pasan un buen rato buscando al dealer, y aunque Walter asegura que conoce la zona, los demás sospechan que en realidad está buscando a ciegas. Finalmente consiguen la cocaína y van a tomarla a la costanera de Quilmes. El capítulo cierra con Ricardo tomando su primer "pase" junto al Chiqui y Walter, mientras el Pollo se niega. |                          |                |                |                               |
| 3 | «El ojo blindado»        | Bruno Stagnaro | Bruno Stagnaro | 1 de noviembre de 2000        |
| Ricardo no siente los efectos de la droga y empieza a criticarla, mientras sigue tomando e insulta, hasta que se da cuenta de que está sintiendo los efectos, diciendo al "Pollo" que "es como una sensación de poder". Encara a una prostituta junto a Walter y, como no consigue el precio que desea, la insulta y se violenta. Luego entra al baño de un restaurante para seguir consumiendo cocaína y termina huyendo del lugar con un pollo que roba de la mesa de un comensal. Finalmente el "Pollo" se separa del grupo, cada vez más enojado con Ricardo, que lo confronta por haberse negado a ayudarle a conseguir la droga y por no sumarse al festejo. Walter y Ricardo dejan al "Chiqui" en una sala de fichines y se van a un boliche, donde Ricardo se pelea con un patovica y termina echado a los golpes. Lo asisten Walter y el "Chiqui", que había conocido a una chica jugando al pinball. Estos últimos invitan a Ricardo y Walter a ir al río, en donde estaban las amigas de la chica. Ambos se acercan a un fogón donde están tocando la guitarra, y el "Chiqui" los presenta. Van a buscar leña para avivar el fuego y Ricardo se siente enamorado de una de las chicas. Posteriormente llega el "Pollo", que acababa de consumir una dosis de cocaína, violento, y termina espantando al grupo de chicas y golpeando a Ricardo con un pescado, descargando su enojo por lo acumulado durante el día. Tirado en la arena, Ricardo comienza a gritar y asusta a Walter, haciendo que el "Pollo" vuelva a pesar de la bronca, pero solo se trata de los efectos de la droga. Finalmente, encuentran al "Chiqui" que sale de atrás de un anfiteatro con la chica, y todos se toman el colectivo 85 de regreso a capital con Ricardo casi inconsciente. Cuando llegan a la casa y se acuestan, toca la puerta Clara. |                          |                |                |                               |
| 4 | «El beso de Judas»       | Bruno Stagnaro | Bruno Stagnaro | 8 de noviembre de 2000        |
| Clara descubre que Ricardo metió gente en la casa y lo presiona para echar a sus amigos. Ricardo reúne a todos y les dice que surgió un comprador para la casa, por lo cual todos tienen que irse. Walter se da cuenta de la mentira de Ricardo y lo acusa de Judas, de traicionar a aquellos que le salvaron la casa de cuando quiso entrar Peralta. El "Pollo" prefiere no insistir, y solamente el "Chiqui" cree inocentemente la excusa, y agradece el techo prestado. Ezequiel, el hijo de Sofía, salta la medianera y sorprende a Ricardo. Él le regala un juguete y coquetea con Sofía. Paralelamente, el "Chiqui" pide monedas en la calle, mientras el "Pollo" y Walter van a cobrar una deuda que había quedado pendiente en el primer capítulo. Ricardo va a buscarlos a Dock Sud, ignorando que ellos ya se encontraban de regreso. Allí se encuentra con el "Negro" Pablo y dos amigos, quienes le mienten diciéndole que el "Pollo" está por llegar, y lo invitan a tomar vino con ellos, manteniendo formas entre amables y amenazadoras. Cuando cae la noche, Ricardo se quiere ir pero el "Negro" Pablo comienza a volverse más violento, ofendiéndose con él por “despreciarlo”. Cuando Ricardo insiste en irse, es golpeado por los tres personajes, que le sacan la ropa y le anuncian que lo van a violar. En eso llegan el "Chiqui", Walter y el Pollo y se arma una escaramuza en la que terminan rescatando a Ricardo, pero el "Pollo" es apuñalado. |                          |                |                |                               |
| 5 | «El mascapito»           | Bruno Stagnaro | Bruno Stagnaro | 15 de noviembre de 2000       |
| El "Chiqui" y Walter ayudan al "Pollo" a escapar de la torre. Ricardo acompaña al "Chiqui" para pedirle a un fletero (Claudio Rissi) que los ayude a trasladar al "Pollo". El "Pollo" no puede ir a un hospital por sus antecedentes penales, así que todos deciden llevarlo hasta la casona. Al llegar a la casa se encuentran con Clara, quien esperaba a Ricardo para hablar con él y descubre que su primo no dio marcha atrás con respecto a la discusión anterior, pero Ricardo no le da lugar porque se dedica a coser la herida en el abdomen del "Pollo". Mientras Ricardo y el "Chiqui" buscan analgésicos para calmar el dolor del "Pollo", Clara se queda cuidándolo y comienzan a hablar. A la mañana siguiente, Ricardo va a ver a Clara en su estudio, pero tomando una posición muy distinta a la que venía mostrando: le exige como condición sine qua non para seguir viviendo en su casa que sus amigos se queden a vivir con él. De vuelta en la casona, Ricardo logra convencer a todos de quedarse ahí y, como Walter desconfía, les pide disculpas por la mentira de la venta de la casa. Clara piensa echarlo, pero cuando lo va a ver a la casa, se encuentra con el "Pollo", que sigue intentando seducirla, y no dejan de intercambiar miradas. Ricardo le explica al fletero la situación que vivió la noche anterior, y éste se decide a ayudarlo para enfrentar al "Negro" Pablo. Esa noche, Ricardo enfrenta al "Negro" en el parque de las torres de Dock Sud. El grupo ata al "Negro" Pablo y lo dejan golpeado y desnudo en el Puente Avellaneda, en ese momento Ricardo siente compasión por él pero el fletero le dice que lo deje, que "ya es un asunto personal". |                          |                |                |                               |
| 6 | «Los mantenidos»         | Bruno Stagnaro | Bruno Stagnaro | 22 de noviembre de 2000       |
| Mientras el "Chiqui" y el "Pollo" están cenando llega Walter, y les dice que Ricardo tiene encadenado al "Negro" Pablo. Viajan hasta el Puente Avellaneda a ver al "Negro" Pablo pero descubren que se había escapado. El "Pollo" advierte a Ricardo: "el pibe este no se olvida más de vos, si te lo cruzás te mata". Ricardo pasa la noche con Sofía, la hija de Peralta. Al otro día la lleva a visitar a su familia para asegurarse de que el "Negro" Pablo no hubiera ido a vengarse con ellos, ya que aquel se había quedado con su documento de identidad. La vida transcurre con normalidad en la casona durante los siguientes meses: traen muebles, arreglan las habitaciones y germina una planta de marihuana. Pero pronto aparece un comprador para la casa y son echados por Eduardo, otro de los primos de Ricardo. Los amigos caminan por la calle y terminan en el baño del Centro Cultural San Martín, donde Ricardo toma la delantera para obligar a unos músicos a tocar para ellos la quinta sinfonía de Mahler en un baño público. Al retirarse, roban una tenaza de un local, rompiendo la vidriera, y quiebran la cadena de la puerta principal de la casona para entrar. |                          |                |                |                               |
| 7 | «Paranoia»               | Bruno Stagnaro | Bruno Stagnaro | 29 de noviembre de 2000       |
| Al día siguiente, los primos de Ricardo llevan a la casa a Linares, el nuevo comprador. Se encuentran con que la puerta está trabada por dentro, y desde un balcón se asoma Peralta. Mientras intentan llamar a la policía, Clara nota que Ricardo estaba entre los "nuevos" okupas, lo confronta, y termina echada de su propia casa. Peralta se queda con una habitación a cambio de la ayuda, y les ofrece la asistencia de un abogado, Miguel Ángel Vacca, que les daría las escrituras cobrándoles 300 pesos. Todos, excepto el Pollo, aceptan una changa ofrecida por Peralta para pagar los costes del abogado. La hermana de Ricardo le avisa que el Negro Pablo ya lo tiene “fichado”. Paranoico, Ricardo vuelve a la casa y deja a Chiqui y Walter que siguen rumbo a su nuevo trabajo. Cuando regresa el Pollo, Ricardo le señala que la puerta de la casa estaba abierta, indicando que alguien había entrado y los estaba esperando. En silencio, entran con palos a descubrir al ocupante y adentro encuentran a Miguel, quien dice ser un viejo inquilino de la casa, y les muestra un escondite con armas. El Pollo le explica a Ricardo los códigos okupas y le dice que las armas del nuevo ocupante pueden serle útiles contra el Negro Pablo. Ricardo desconfía del Pollo y le recrimina que lo está manipulando para quedarse con la propiedad, y se pelean, tras lo cual el Pollo deja la casa. Miguel le enseña a Ricardo una manera de escapar de la casa por una cañería de agua y le enseña a disparar y a robar. Van a Parque Lezama, donde Ricardo busca “afanar” a su primera víctima. |                          |                |                |                               |
| 8 | «El Pollo de Troya»      | Bruno Stagnaro | Bruno Stagnaro | 6 de diciembre de 2000        |
| Ricardo se intimida por su primera víctima y desiste de asaltarlo. Vuelve quejándose, y Miguel le exige que concrete un robo, exigiéndole la alianza matrimonial de un hombre que baja la barranca del parque. Ricardo consigue robarle pero es descubierto por un policía y tiene que correr. El oficial lo detiene, pero Miguel lo asalta por la espalda y le exige que se olvide de lo ocurrido. El Pollo descubre al "mulo" del Negro Pablo caminando por el barrio y lo sigue hasta una sala de fichines. Hace ir a Ricardo hasta ese lugar y le pega una trompada, asegurándose de que el mulo del Negro Pablo haya visto toda la escena. Ricardo está en crisis por su pelea, encuentra al hombre al que asaltó la noche anterior e intenta devolverle lo robado, sin éxito. Luego, una banda de hombres armados irrumpe en la casona, pero Miguel y Ricardo logran echarlos, calzados con armas largas. Aunque primero piensan que los envió el Negro Pablo, ellos confiesan que fueron contratados por el primo de Ricardo. El Pollo busca en una comisaría a La Turca, una vieja amiga que está presa, para pedirle un trabajo, porque necesita dinero para los títulos de la casa. Ella acepta, bajo la condición de que lo haga con el Negro Pablo y resuelvan la pelea que tuvieron. Mientras, el Chiqui y Walter plantan cannabis en el baldío, Ricardo sigue robando en las calles. En una murga, el Pollo busca al Negro Pablo para conversar acerca del trabajo para La Turca. |                          |                |                |                               |
| 9 | «El Guardián»            | Bruno Stagnaro | Bruno Stagnaro | 13 de diciembre de 2000       |
| El Negro Pablo le recrimina al Pollo el haberlo abandonado por “los giles” de sus amigos, pero acepta ir a ver a la Turca entre los dos. Mientras, Miguel y Ricardo buscan al abogado, y aunque sólo tienen $250, Vacca acepta y les hace firmar los títulos de propiedad de la casona. Por otro lado, un oficial de justicia toca a la puerta de la casa y anuncia al Chiqui que si no se van, en diez días procederán con un desalojo. Ricardo le hace un regalo a Sofía para reconciliarse, y le pide que se mude con su hijo a la casona, pero ella le confiesa que no confía en Miguel. En Plaza Constitución, el Pollo busca a Quico, un viejo amigo que ahora trabaja como taxista, para pedirle un contacto a cambio de un porcentaje de lo que consiga en el robo. Así, llega a El Tano, que trabaja en una empresa de transportes, y le pide los datos de uno de los coches para asaltarlo. Ricardo encara a Miguel y le propone hacer un asalto de mayor escala, pero éste le dice que todavía le falta curtirse, y necesita poder andar solo por las calles antes de organizar algo más ambicioso. El Negro Pablo prueba al Pollo para comprobar su fidelidad: lo lleva a Plaza Houssay y le da un arma con una bala para que juegue a dispararle a su examigo como desafío. El Pollo aprieta el gatillo, pero por azar, le toca una recámara vacía. Sellan su reconciliación en un bar. El Negro Pablo, El Mulo y el Pollo visitan al Gitano para comprarle armas, pero éste no acepta el dinero y les da los fierros en comodato, esperando que le paguen una vez concretado el asalto. Aunque la plata debía guardarse como respaldo durante el robo, el Negro Pablo elige gastarla en cocaína y prostitutas, y el "Mulo" pasa a un telo con dos travestis. Reconociendo el locutorio que van a asaltar en San Telmo sentados en el auto que robó El Mulo, ven pasar a otros que también parecen estar fichando el lugar para robar, y el Negro asegura que los conoce. El Mulo, el Negro Pablo y el Pollo esperan en una esquina para dar el golpe. Al final del capítulo llega el camión de caudales, pero en ese momento aparece la otra banda que tenía las mismas intenciones. |                          |                |                |                               |
| 10 | «Miguel»                 | Bruno Stagnaro | Bruno Stagnaro | 20 de diciembre de 2000       |
| El Negro Pablo le propone al otro grupo hacer "teca y teca, sino vamo a perder acá", que significa un bolso de guita cada uno. El Pollo le hace un ademán al Mulo de "degollar", que el Mulo interpretó como salir a dar una mano. El Mulo sale y les saca el bolso a los otros chorros y les pincha una rueda del auto con un balazo. Eso era lo que pretendía el Pollo, que cometa algo con una falta de códigos de esas características y trata de explicar que en realidad la seña que hizo era que si se bajaba "lo mataba". A partir de ahí el Pollo provoca sistemáticamente al Mulo, tratando de ponerse al Negro Pablo a su favor. Cuando van a devolver los fierros, el Pollo dice que no va a ir con ellos, ya que no quiere que lo vean ahí adentro con el Mulo. Van el Negro Pablo, y el "Gordo" les acepta los fierros pero no la plata porque "está manchada con sangre". El Negro Pablo intenta desmentir, pero se van después de un poco de agite ante la agresión de todos. El contrafuego funcionó, ahora estaban atemorizados porque los andaban buscando. No pueden "cazar" a Ricardo si son "presas" de otros tipos a la vez. El Pollo va a buscar a todos a la casa para borrarse, y encuentra a Ricardo con la cabeza rapada, y una actitud más curtida, y que ahora afirma que no quiere irse. A la noche caen los amigos de Miguel y hacen una fiesta. A la mañana ya no había nadie, y Miguel se borró. Ricardo consigue de casualidad el diario Crónica (se lo roba a Peralta para usarlo de papel higiénico) pero, mientras lo ojea, descubre que un tipo que comió sandía con él en la fiesta de la noche anterior estaba muerto. Aparecen unos policías de civil buscando a Miguel. Ricardo consigue hacerse el desentendido. A la noche llega Miguel, que le pide que al que llegue le dispare, que lo banque esta vez hasta que consiga ayuda. Lo deja solo en la casa con un arma sin balas, la policía llegando (ya que murió un policía durante el enfrentamiento con el gordo que comió sandía). Ricardo se da cuenta y se escapa por la salida de emergencia. Allí se pierde entre los túneles, hasta que al final de un pasillo encuentra la luz y sale corriendo, entre riendo y llorando, a la calle. |                          |                |                |                               |
| 11 | «Adiós y buena suerte»   | Bruno Stagnaro | Bruno Stagnaro | 27 de diciembre de 2000       |
| Walter, Chiqui y el Pollo duermen en un baldío donde plantan marihuana. Buscando a Severino llegan a la Casona, donde Ricardo les pide que se queden. Aparecen los policías de civil otra vez y se llevan a Ricardo a la Comisaría. Allí insiste que no conoce a "Miguelito" y es liberado. Todos se reúnen a tomar una cerveza en una plaza y deciden emprender un viaje por Argentina. Ricardo le plantea a su prima devolverle la casa a cambio de dinero para el viaje, y hacen las paces. Ella y el grupo deciden festejar el acuerdo con una cena de despedida, y se dirigen a la casa junto a un hombre que hará de sereno del lugar cuando el grupo la abandone definitivamente, a la mañana siguiente. Luego de preparar y cenar un asado se dan algunas revelaciones, donde participan Clara y Sofía. En un momento de la velada se escucha la puerta abrirse de manera violenta e irrumpe el Negro Pablo y su banda, armados, al grito de: "dónde estás, negro puto? Salí". Todos se esconden en los recovecos que tiene la casa Okupa. El Negro Pablo le da un disparo en la pierna al hombre de seguridad cuando sale del baño, y al no encontrar al resto de los ocupantes sale a buscarlos por el barrio. Poco después, Clara lleva al patovica herido al hospital en un taxi. El grupo de repente encuentra a Severino (el perro) muerto y deciden buscar al "Gordo" para que les de un auto y fierros, en busca de venganza. Walter conduce y van a buscar al Negro Pablo al Docke. En el camino el Pollo reparte las armas, dándole una escopeta al Chiqui, quien afirma que no la necesita y que no va a disparar. Al llegar dan con el Negro Pablo y el Mulo, y el Pollo les tira desde el auto, pero se le traba su revólver. El Negro huye y busca refuerzos. Ricardo va tras el Negro Pablo lo corre, lo alcanza y le dispara, matándolo. Chiqui, previo persignarse, sale del auto con la escopeta y empieza a los tiros, obligando a los otros a retroceder. Tras ganar terreno lo busca a Ricardo, que seguía congelado al lado de un Negro Pablo moribundo. Cuando comienzan a retirarse, El Mulo del Negro pasa corriendo y le intenta dar un tiro a Ricardo. Chiqui se da cuenta y lo cubre, cayendo herido. El grupo escapa en auto y, aunque hablan de ir a un hospital, el Chiqui pide que lo lleven a la casa, donde a poco de llegar muere. Mientras todos lloran, Ricardo dispara contra el vitreaux que originalmente lo había hecho pensar en ir a buscar al Pollo al Docke. Poco después la policía llega a la casa, donde no está nadie. El grupo entierra al Chiqui entre árboles, bajo una tormenta impresionante. Walter llora desconsolado, arrodillado frente a la improvisada tumba. Sin que nadie hable, el Pollo y Ricardo toman sus bolsos y se dirigen por caminos separados, poniendo fin al grupo para siempre, mientras la lluvia continúa cayendo. |                          |                |                |                               |

## Banda de sonido
La miniserie fue musicalizada con un amplio repertorio de temas de rock, tanto argentino como en inglés. El tema usado como cortina para la introducción fue compuesto por Axel Krygier, quien luego lo tituló “Final” y lo utilizó como banda de sonido para Secreto y Malibú en 2004. Algunos de los temas que suenan a lo largo de los once capítulos son:
- A. Licciardi & People of Licodia Eubea: "Quanti Martiri Ha Potuto Passare".
- Los Abuelos de la Nada: "Diana divaga".
- Almendra: "Campos verdes", "Toma el tren hacia el sur", "Tema de pototo".
- Bauhaus: "Kingdom's Coming".
- The Beatles: "Come Together", "Hey Bulldog", "I Me Mine", "I've Got a Feeling", "Norwegian Wood (This Bird Has Flown)", "Day Tripper", "Because".
- Blessid Union of Souls: "Brother My Brother".
- Bob Marley: "Is This Love".
- Celia Cruz: "La vida es un carnaval".
- Los Chalchaleros: "Tú que puedes vuélvete".
- Chango Spasiuk: "Jhetheva (el auténtico)".
- Chyp-Notic: "I Can't Get Enough".
- Daniel Lanois: "Orange Kay".
- The Doors: "Break on Through (To the Other Side)".
- Erasure: "A Little Respect".
- Eppurse Muove: "No te acerques".
- G. Alongi, C. Barbaro, P. Casa, F. Pirrone & Men of Giardina Gallotti: "Birbanti di Giuda chi facisti".
- Gómez: "Tijuana Lady".
- Jimi Hendrix Experience: "Are You Experienced?", "Little Wing", "51st Anniversary", "May this Be Love", "Love or Confusion", "1983... (A Merman I Should Turn to Be)", "Purple Haze".
- The Kinks: "You're Looking Fine".
- Lola Rennt: "Casino".
- Londonbeat: "I've Been Thinking About You".
- Los Lobos: "Kiko and the Lavender Moon".
- Luciano Pavarotti & Henry Mancini: "Mamma".
- Manal: "Sacúdeme la vida", "Jugo de tomate frío", "Porque hoy nací".
- Mano Negra: "Peligro".
- Miguel Abuelo: "Estoy aquí parado, sentado y acostado".
- Modjo: "Lady (Hear Me Tonight)".
- Moloko: "Sing It Back" (Mousse T.'s Feel Love Mix).
- Pappo's Blues: "El palacio de la montaña en invierno".
- Patricio Rey y sus Redonditos de Ricota: "Ji ji ji", "Semen-Up".
- Paul McCartney: "Junk".
- Pescado Rabioso: "Mi espíritu se fue", "Me gusta ese tajo", "La cereza del zar", "Superchería", "Corto", "Viajero naciendo", "Sombra de la noche negra", "Dulce 3 nocturno", "Bajan".
- Polifemo: "Oye Dios que me has dado".
- Ráfaga: "Noche de estrellas".
- Ratones Paranoicos: "Rainbow", "Sucio gas".
- Roberto Rimoldi Fraga: "Este es mi pago señores".
- The Rolling Stones: "Paint It, Black", "(I Can't Get No) Satisfaction", "Play with Fire", "Stray Cat Blues", "Start Me Up", "Hang Fire", "Beast of Burden", "Let's Spend the Night Together", "Take It or Leave It", "Out of Time", "Back Street Girl", "Mother's Little Helper", "My Girl".
- Ry Cooder: "Sad Story".
- Los de Salta: "Para que querer", "Cuando canten coyuyos".
- Sandro: "Ave de paso".
- Sonic Youth: "Dirty Boots".
- Sui Generis: "Bienvenidos al tren".
- Sumo: "Mañana en el Abasto", "El ojo blindado", "La gota en el ojo", "No tan distintos", "Estallando desde el océano".
- Los 3 del Río: "Río rebelde".
- Thomas Newman: "What About You".
- Vox Dei: "Libros Sapienciales", "Génesis".
- The Who: "Pictures of Lily", "Magic Bus", "Pinball Wizard".

## Emisiones y audiencia
Okupas fue emitida originalmente por Canal 7 en el año 2000. El primer episodio tuvo un rating promedio de 3.5 puntos, un número muy bueno tratándose del canal estatal. Su capítulo final obtuvo un alto rating: 6.7 puntos. Al año siguiente, y debido a su arrollador éxito, el canal estatal volvió a reponerla añadiendo, tras su final, un episodio 12 donde mostraban los diferentes entretelones de la producción. En el 2002, y aprovechando el estreno de la miniserie Tumberos, también de Ideas del sur, el canal América TV volvió a transmitirla por tercera vez consecutiva. Por último, en el 2005, con la mudanza de Marcelo Tinelli a Canal 9, Okupas se retransmitió una vez más por ese canal. Esta vez no obtuvo el mismo éxito que en sus emisiones anteriores. En 2022 el canal público volvió a emitir las repeticiones de la serie.
El 20 de octubre de 2020, a casi veinte años de la emisión original, se conoció la noticia de que la serie sería reestrenada oficialmente en Netflix y con un soundtrack nuevo, a cargo de Santiago Motorizado. La música a reemplazar sería la mayor parte de las canciones de artistas internacionales, ya que por problemas de derechos de autor no podían ser usadas libremente.